# 格奥尔格·托马
格奥尔格·托马（德語：Georg Thoma，1937年8月20日—），德国男子北欧两项、跳台滑雪运动员。他曾代表德国参加1960年和1964年冬季奥林匹克运动会，获得一枚金牌和一枚铜牌。